# Industrievereinigung Kunststoffverpackungen

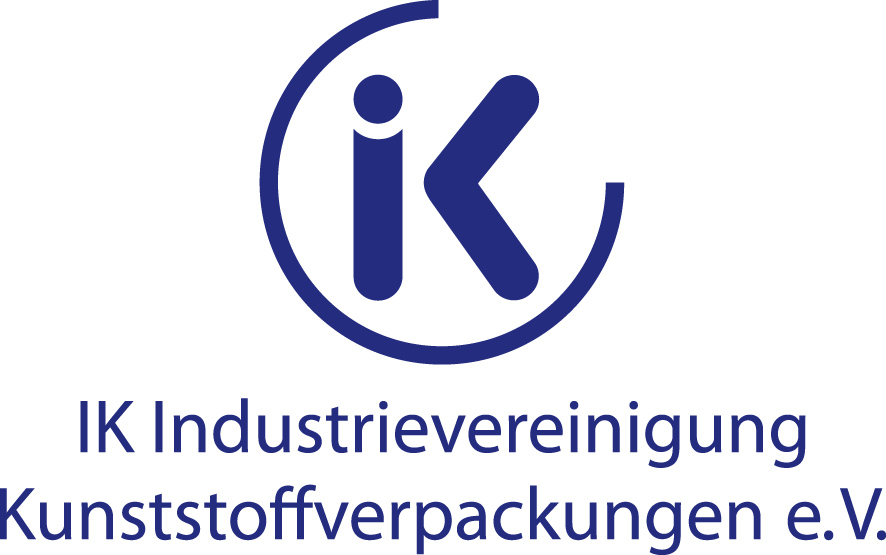
Logo der IK Industrievereinigung Kunststoffverpackungen

Die Industrievereinigung Kunststoffverpackungen e. V. (IK) ist ein Bundesverband der Hersteller von Kunststoffverpackungen und Folien in Deutschland und Europa. Sie hat ihren Sitz in Bad Homburg vor der Höhe. Mit über 300 Mitgliedsunternehmen (über 90.000 Arbeitnehmer) und damit mehr als 80 Prozent der Branche ist es der größte Verband in der europäischen Kunststoffverpackungsbranche. Als Trägerverband des Gesamtverbandes der Kunststoffverarbeitenden Industrie e. V. und Mitglied der European Plastics Converters engagiert sich die IK auch für Belange der gesamten Kunststoff verarbeitenden Industrie in Deutschland und Europa.
Der Vorstand setzt sich aus den gewählten Vorsitzenden der 11 produktorientierten Fachgruppen sowie kooptierten Unternehmensinhabern oder Geschäftsführern von IK-Mitgliedsfirmen zusammen. Er bestimmt die Grundlinien der Verbandspolitik.
Die IK ist in folgenden Transparenz- und Lobbyregistern als Interessenvertretung eingetragen:
- Transparenzregister des Europäischen Parlaments und der Europäischen Kommission[2]
- „Öffentliche Liste über die Registrierung von Verbänden und deren Vertretern“ des Deutschen Bundestages[3]

Als einer von fünf Trägerverbänden des GKV Gesamtverband Kunststoffverarbeitende Industrie e. V. ist die IK ebenfalls Partner der Initiative "Wir sind Kunststoff" – getragen vom GKV, VDMA Fachverband Kunststoff- und Gummimaschinen.V. und PlasticsEurope Deutschland e. V.

## Fachgruppen und Initiativen
Die produkt- und marktseitig breit gefächerte Industrie spiegelt sich in den über 40 Verbandsgremien wider. Von zentraler Bedeutung sind auch die 22 Fachgruppen und produktbezogenen Gremien des Verbands. Hier vernetzen sich die Fachleute untereinander, diskutieren Spezialthemen und erarbeiten Projekte und Positionen.
Über eine eigene Akademie werden Seminare für seine Mitglieder an. Mit der Sekretariatsführung von vier europäischen beziehungsweise internationalen Verbänden vertritt die IK die Interessen ihrer Mitglieder und weiterer ausländischer Unternehmen und Verbände aus diesem Sektor. Zu aktuellen Themen werden neue Arbeitskreise gebildet, um in Zusammenarbeit mit Vertretern aus der Industrie zeitnah Positionen zu erarbeiten.
Seit 2017 ist der Verband auch einer der Stifter der Stiftung Zentrale Stelle Verpackungsregister (ZSVR) gemäß § 24 Verpackungsgesetz mit Sitz in Osnabrück.

## Auszeichnungen
Die IK Industrievereinigung Kunststoffverpackungen ist von der Deutschen Gesellschaft für Verbandsmanagement als "Verband des Jahres 2020" ausgezeichnet worden in der Kategorie "Kommunikation und Interessenvertretung. Für die Kommunikationsoffensive gemeinsam mit dem Erzeugerverband PlasticsEurope Deutschland e. V. und der Agentur Fink & Fuchs wurde die IK mit dem "Internationalen Deutschen PR Preis 2020" der Deutschen Public Relations Gesellschaft ausgezeichnet in der Kategorie "Issues. Konflikte, Krisen".